# 布朗语
布朗语是分布在中国云南省西双版纳傣族自治州、德宏傣族景颇族自治州、普洱市、临沧市和少数民族布朗族的民族通用语言。在缅甸的掸邦、克钦邦和泰国的北部省份也有分布。系属南亚语系佤德昂语支。与佤族的佤语和德昂族的德昂语同属一个语支。布朗语的特点是其拥有较复杂的韵母系统和拥有复辅音声母。标准布朗语以使用人数为多的西双版纳傣族自治州勐海县班章村布朗山布朗族民族乡（原来的新曼俄寨、仗大队）的语音为代表。

## 方言
- 布朗方言：5.5万人，主要分布在云南勐海县布朗山乡勐昂村新曼俄（4.2万）和掸邦（1.2万）[4]
- 阿尔佤方言，4万人，分布在云南勐海县勐满镇关双村[5]

## 语音

### 声母
布朗语有43个辅音声母。

### 韵母
布朗语有韵母150个。有10个辅音韵尾（-/p/、-/t/、-/k/、-/m/、-/n/、-/ŋ/、-/ˀ/、-/h/、-/l/、-/l̪/）。

### 声调
声调为四：高升调值35，中平调值33，平降调值331，低降调值21。

## 文字
西双版纳州的布朗族借用西双版纳傣族书写傣仂语用的老傣仂文来书写布朗语，称作多塔经文。德宏州的布朗族借用德宏傣族书写傣那语用的傣那文来书写布朗语，称作多列经文。